# 米什米长尾鼩鼱
米什米长尾鼩鼱（学名：Episoriculus baileyi），一种分布于印度、缅甸、越南等地区的小型哺乳动物，隶属于鼩鼱科大長尾鼩屬。本种曾认为是大长尾鼩鼱（Episoriculus leucops）的一个亚种，2005年学者基于形态学研究的结果认为本种为有效种。